# Православие в Азербайджане

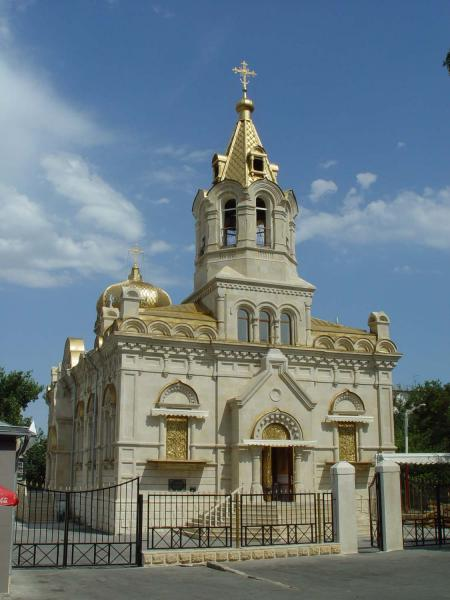
Кафедральный собор Святых Жен-мироносиц в Баку

Православие в Азербайджане — вторая по численности религиозная группа в Республике Азербайджан (после ислама). По статистике, православных византийской традиции в Азербайджане 2,3 % (209,7 тыс. человек). Территория Азербайджана находится в юрисдикции Бакинско-Азербайджанской Епархии Русской православной церкви.

## История

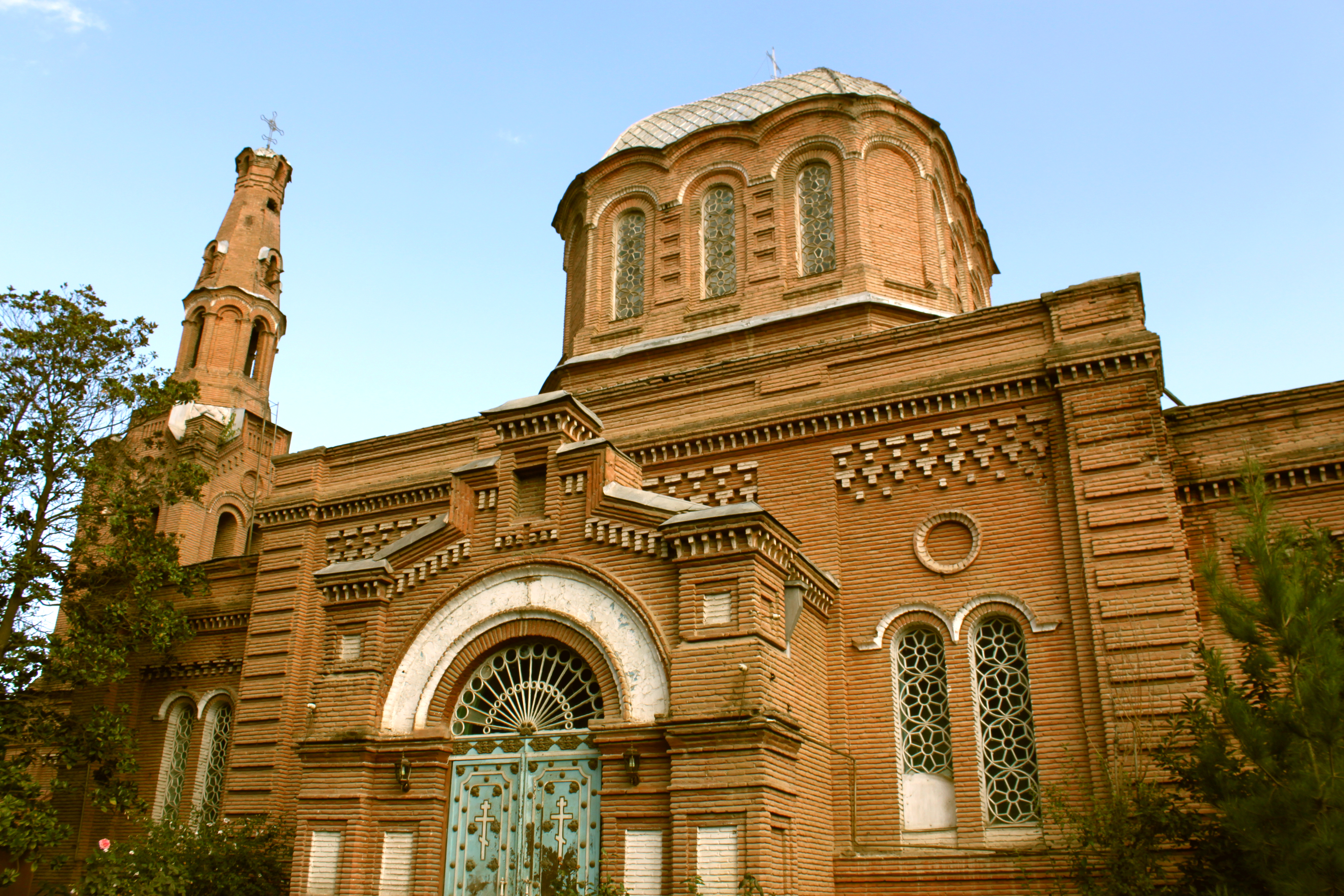
Александро-Невская церковь в Гяндже, построенная в 1887 году

В 1815 году в Баку появился первый русский православный храм, позднее были построены церкви в Гяндже и Шемахе.
В 1905 году образована Бакинская епархия Русской православной церкви. В советское время власти репрессировали священнослужителей Бакинской епархии, но уже в 1944 году были открыты два храма.
В 1998 году была образована Бакинско-Прикаспийская епархия Русской православной церкви. 22 марта 2011 года решением Священного синода Русской православной церкви Бакинско-Прикаспийская епархия переименована в Бакинско-Азербайджанскую.
На 2011 год в стране действовали шесть христианских православных храмов. Из них пять относятся к РПЦ: три находятся в Баку, по одному в Гяндже и Хачмасе. Ещё один храм относится к юрисдикции Грузинской православной церкви — церковь святого Георгия в селе Гах-Ингилой Кахского pайона, где компактно проживают грузины-ингилойцы (около 7500 человек).

### Албано-удинская христианская община

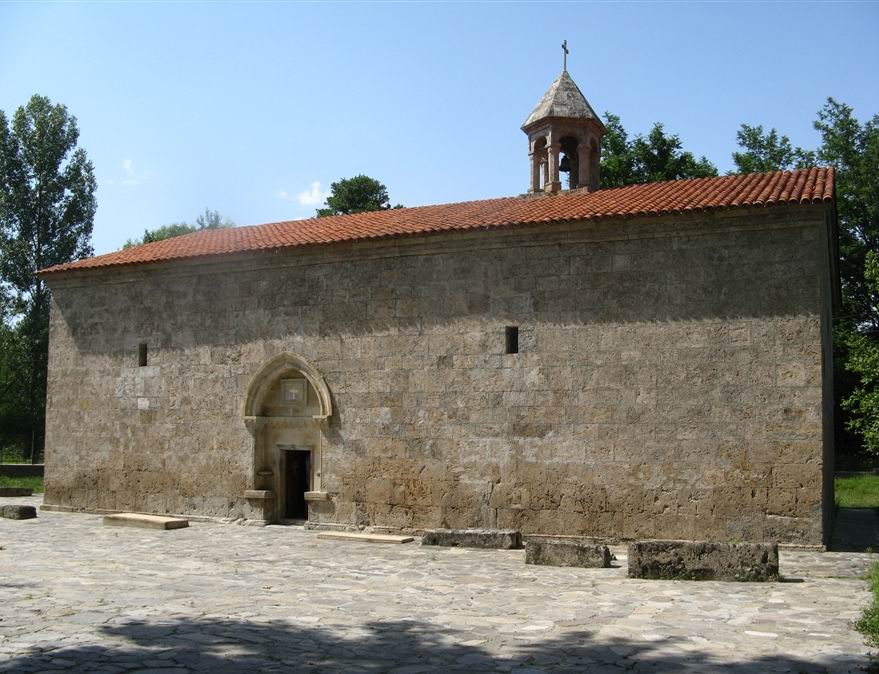
Церковь Святого Елисея в удинском селении Нидж

В Азербайджане в селении Нидж (Габалинский район) и в Огузском районе проживают удины, потомки одного из племён кавказских албанов. До XX века христиане-удины составляли часть паствы Армянской апостольской церкви, принимая армянские имена. В СССР с гонением на церковь духовная связь удин с армянам была нарушена, а после распада СССР и Карабахской войны, из-за напряжённых отношений между Азербайджаном и Арменией Армянская церковь уже не могла принять азербайджанских удин в своё окормление, как и удины Азербайджана не могли выразить лояльность ААЦ. Поэтому многие удины вынужденно крещены в храмах Бакинской епархии Русской православной церкви. В 2001 году во время визита в Азербайджан патриарха Алексия II состоялась его встреча с представителями удинской общины, которые высказали желание своего народа войти в состав РПЦ. Однако ни к каким реальным результатам это не привело, и община удин осталась вне церковного окормления.
28 мая 2003 года в Азербайджане была создана албано-удинская христианская община, председателем которой стал Роберт Мобили. Это было связано с восстановлением древнего Кишского храма в Шеки (по легенде, фундамент его был заложен ещё апостолом Елисеем). В 2006 году завершилась реставрация второго удинского храма — церкви в селении Нидж Габалинского района. Также ведутся работы по реставрации албанской базилики VI—VII веков в селе Гум Гахского района и базилики в селе Гюмрюк.
В 2006 году епископ Бакинский и Прикаспийский Александр (Ищеин) сообщил, что в удинских храмах будет совершаться православное богослужение, а священники для них готовятся в российских духовных учебных заведениях.
В 2010 году была зарегистрирована удинская христианская община Огуза.

## Церкви

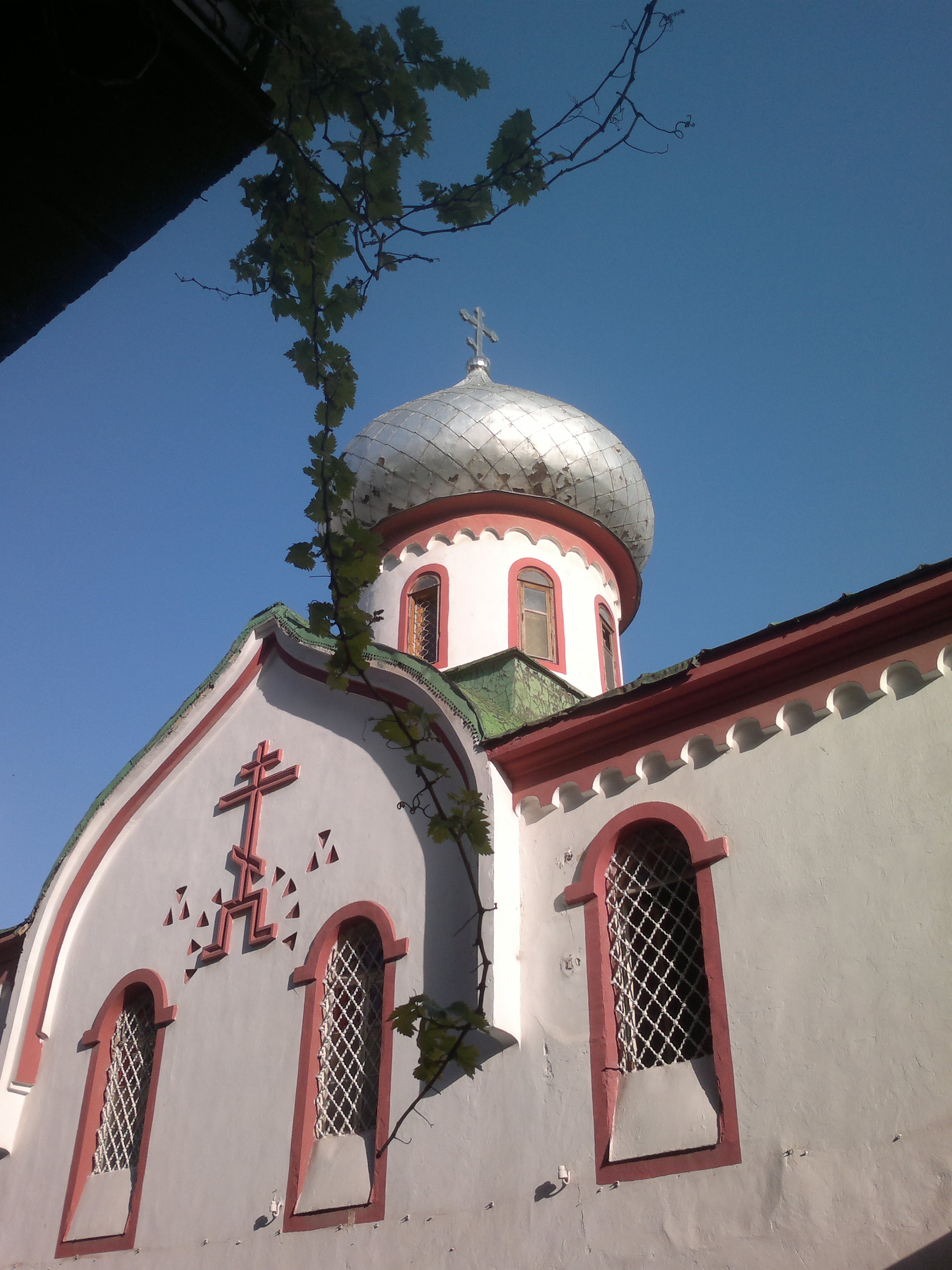
Церковь Михаила Архангела
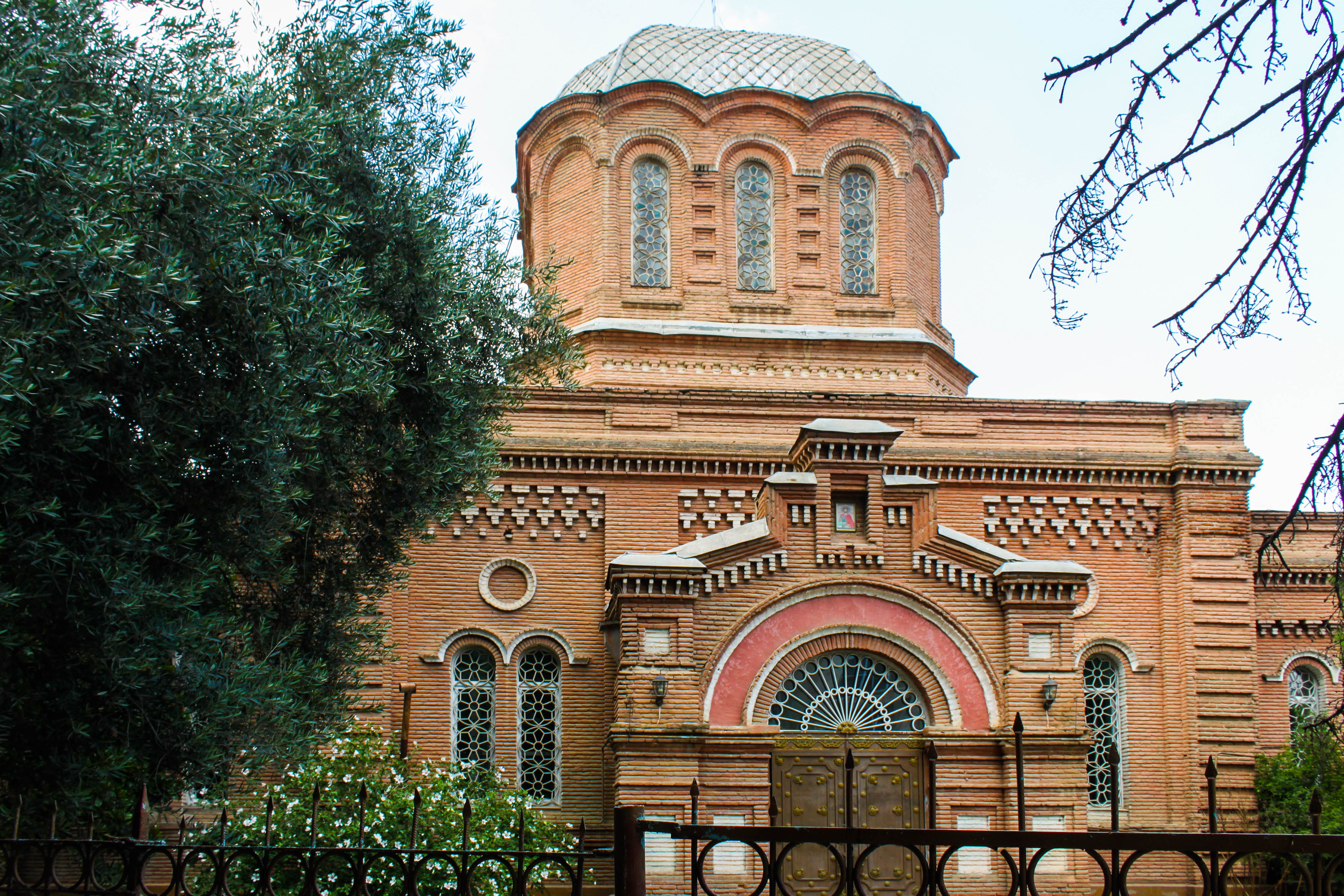
Александро-Невская церковь (Гянджа)
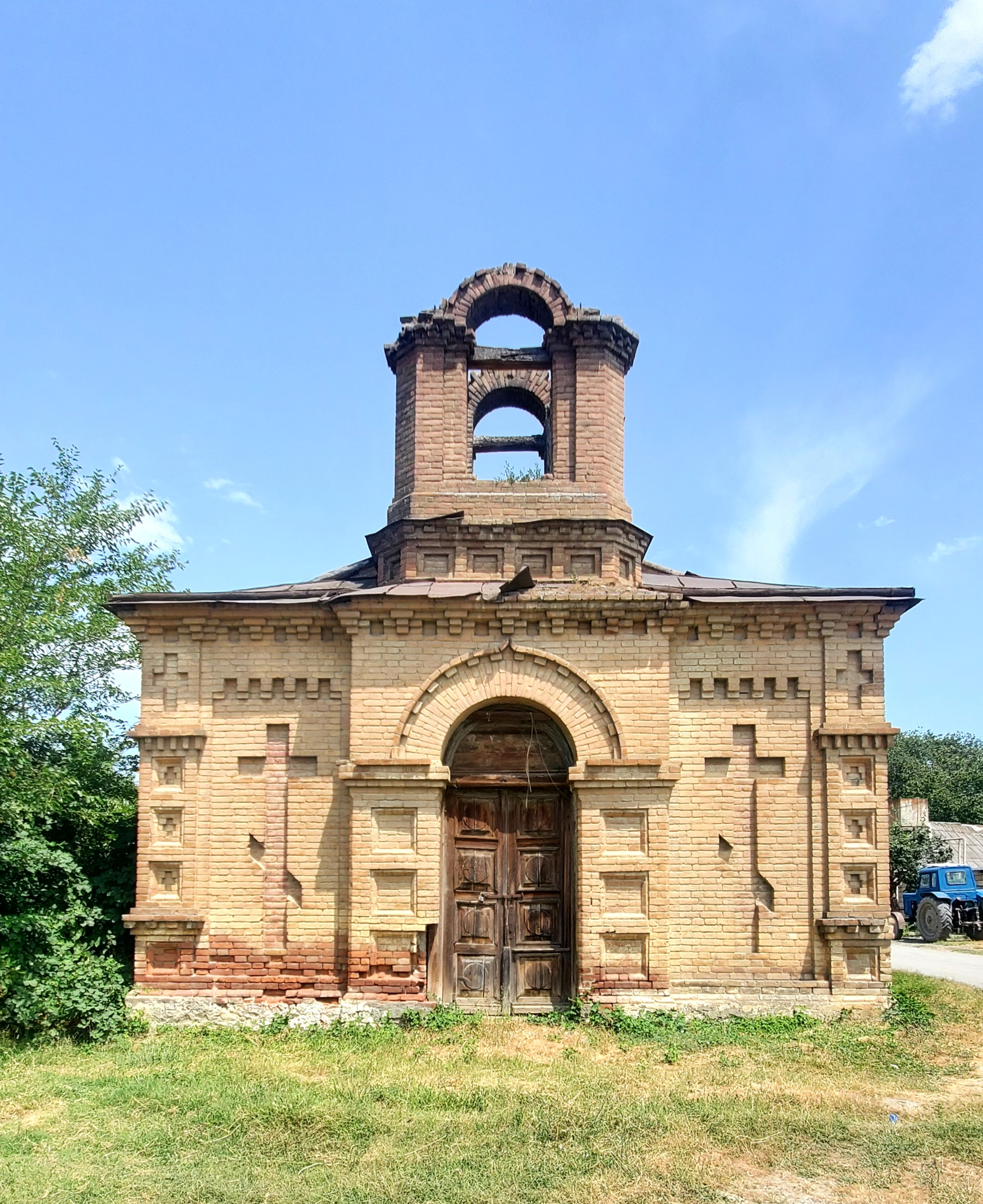
Церковь Покрова Пресвятой Богородицы
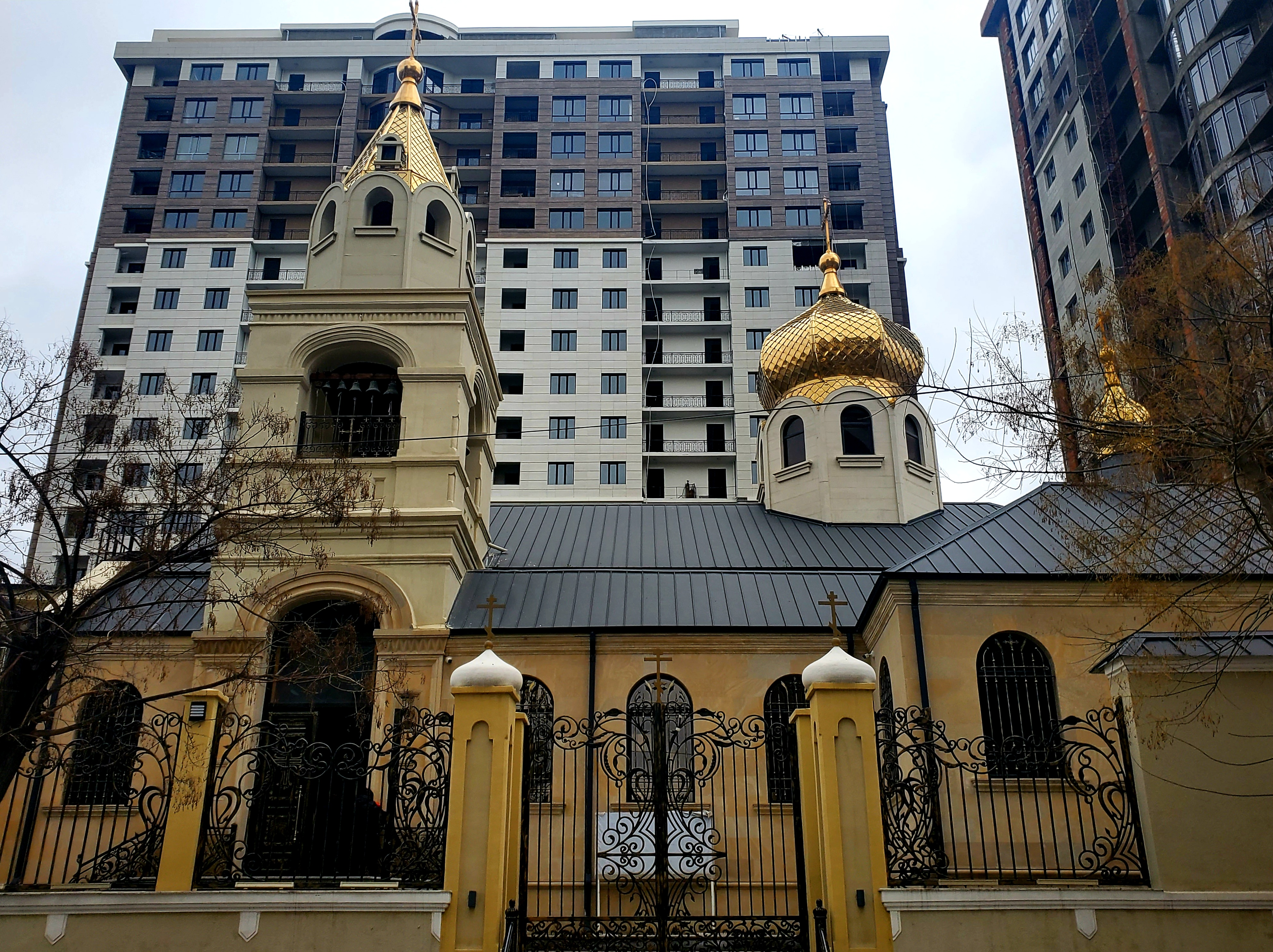
Собор Рождества Пресвятой Богородицы
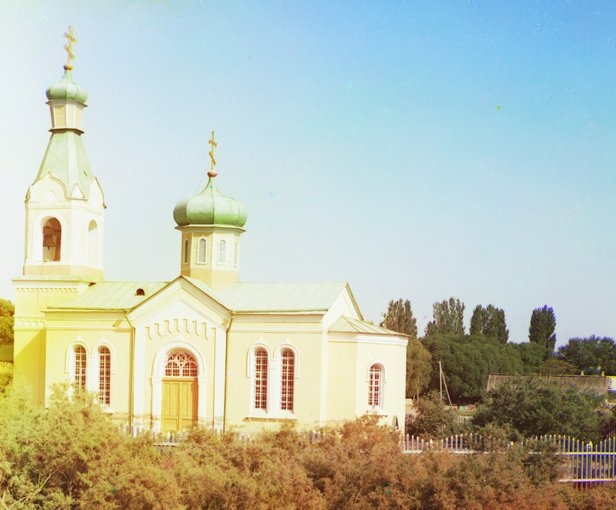
Церковь Святителя Николая Чудотворца